# Корније (Ил и Вилен)
Корније (фр. Cornillé) насеље је и општина у северозападној Француској у региону Бретања, у департману Ил и Вилен која припада префектури Рен.
По подацима из 2011. године у општини је живело 907 становника, а густина насељености је износила 72,73 становника/km². Општина се простире на површини од 12,47 km². Налази се на средњој надморској висини од 85 метара (максималној 107 m, а минималној 45 m).

## Демографија
| 1962. | 1968. | 1975. | 1982. | 1990. | 1999. | 2011. |
| ----- | ----- | ----- | ----- | ----- | ----- | ----- |
| 530   | 555   | 524   | 532   | 572   | 663   | 907   |

График промене броја становника у току последњих година